# Newport (Oregon)
Pour les articles homonymes, voir Newport.
Newport est une ville située dans l'État de l'Oregon, aux États-Unis.